# رفن (ميانكوه)
رفن (بالفارسية: رفن) هي قرية تقع في إيران في Miankuh Rural District. يقدر عدد سكانها بـ 991 نسمة بحسب إحصاء 2016.